# Kirschkuchen

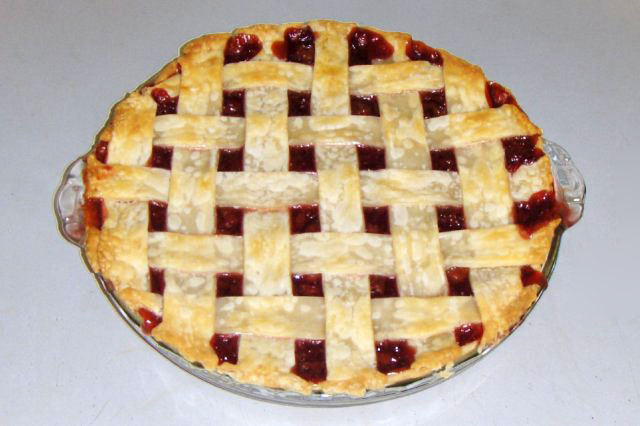
Gedeckter Kirschkuchen

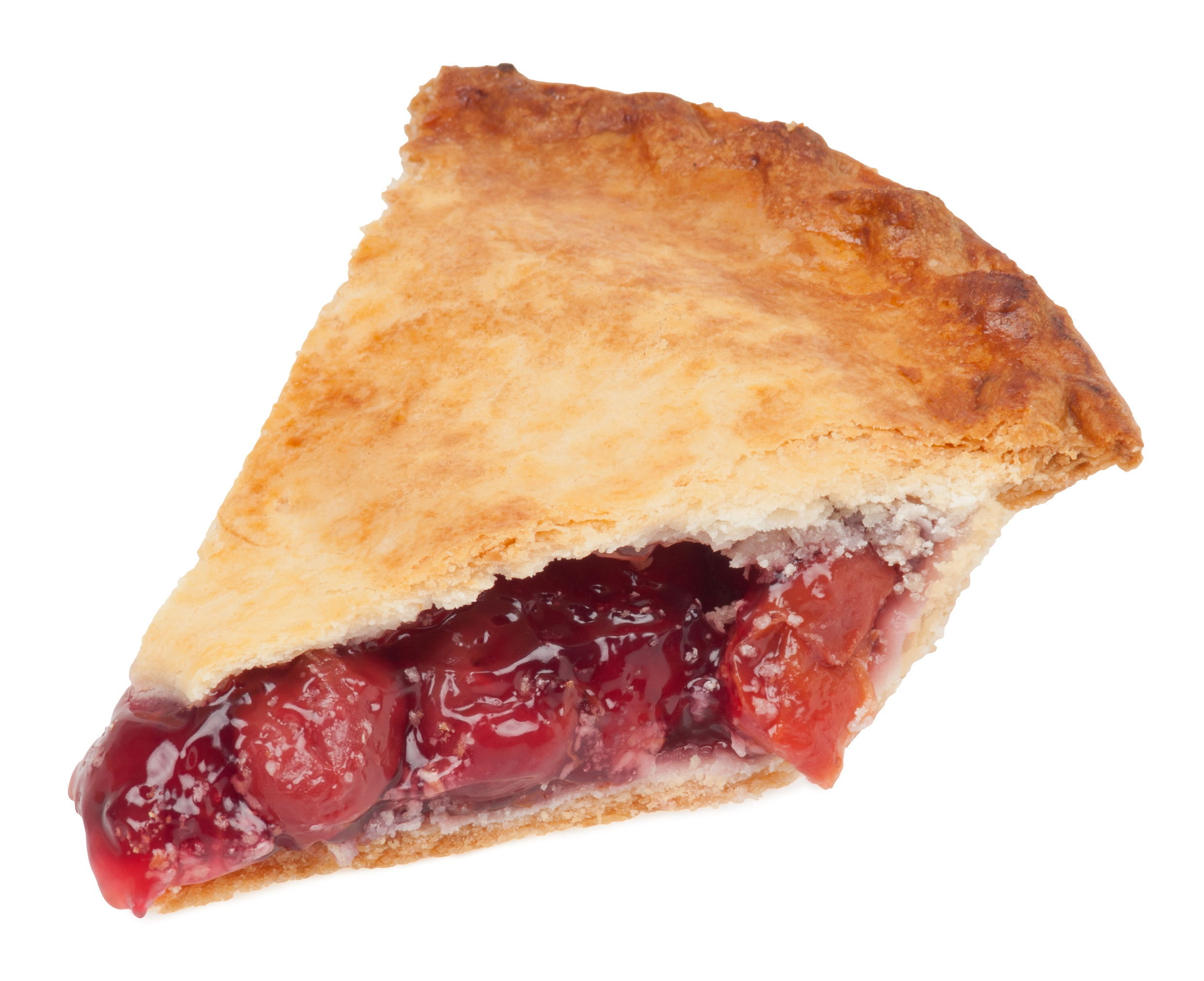
Kuchenstück von Kirschkuchen in Blätterteigform

Ein Kirschkuchen oder eine Kirschtorte ist ein Kuchen, der geschmacklich durch Kirschen als Hauptzutat geprägt ist.

## Definition
Es gibt unterschiedliche Auffassungen, was ein Kirschkuchen ist. Gemäß Duden versteht man darunter ein „mit Kirschen belegter [und mit Tortenguss überzogener] Kuchen“. Das Lebensmittellexikon von Dr. Oetker beschreibt Kirschkuchen wie folgt: „eine mit Kirschen befüllte Blätterteigtasche“. Giacomo Perrini beschrieb im „Schweizerzuckerbäcker“ eine Kirschtorte als eigenständiges Rezept in Abgrenzung zum allgemeinen Rezept von Obsttorten als eine Blätterteigtorte, welche mit entsteinten Sauerkirschen belegt und mit einem Guss aus Zucker, Sauerrahm und Eiern abgebacken wird.

## Varianten
Im Vollständigen Koch-, Back- und Konfituren-Lexikon von 1786 sind sechs Varianten von Kirschkuchen aufgeführt, die Oeconomische Encyclopädie von Krünitz und die Deutsche Encyclopädie nennen vier Varianten.
Zu den Kirschkuchen gehört beispielsweise der Dornfelder Kirschkuchen.
Eine Sonderform ist die Zuger Kirschtorte, in der Kirschsirup oder Kirschlikör enthalten ist.

## Besonderes
Im Sketch Pauline und der Kirschkuchen von Ludwig Manfred Lommel geht es um zu viel genossenen Kirschkuchen.